# Vis de glorie (film)
Vis de glorie (titlul original: în engleză International Velvet) este un film dramatic de sport american, realizat în 1978 de regizorul Bryan Forbes, totodată ca sequel al filmului National Velvet din 1944 (regia Clarence Brown), protagoniști fiind actorii Tatum O'Neal, Christopher Plummer, Anthony Hopkins și Nanette Newman. 

## Rezumat
După ce părinții ei mor într-un accident de mașină, adolescenta Sarah Velvet Brown este nevoită să-și părăsească casa din Cave Creek, Arizona, pentru a merge în Anglia ca să locuiască cu mătușa ei, Velvet Brown, și cu iubitul ei, John.
Când Velvet avea vârsta lui Sarah, a concurat la legendara cursă de cai Grand National pe calul ei The Pie, și a trecut prima linia de sosire. Cu toate acestea, Velvet și The Pie au fost descalificate deoarece Velvet avea doar 14 ani. The Pie este trimis la o herghelie. Acolo fată ultimul mânz, tocmai după sosirea lui Sarah în Anglia. Sarah și Velvet sunt prezente la fătare și Sarah se decide să-l cumpere. Mai târziu află că Velvetdeja i l-a cumpărat ei. Sarah îl numește Arizona Pie.
Sarah dă dovadă de suficient talent pentru a fi selecționată pentru echipa olimpică britanică, din care este cea mai tânără membră, dar se dezvoltă bine sub îndrumările căpitanul Johnson. Sarah își realizează visul și ajută echipa britanică să câștige în competiția olimpică. Se îndrăgostește de participantul american Scott Saunders și se mută cu el înapoi în America. Sarah se logodește cu Scott. După Jocurile Olimpice, Sarah se întoarce în Anglia pentru a-l prezenta pe Scott, iubitul ei cu care are o relație de mare afecțiune, lui Velvet și John.

## Distribuție
- Tatum O'Neal – Sarah Velvet Brown
- Christopher Plummer – John Seaton
- Anthony Hopkins – căpitanul Johnson
- Nanette Newman – Velvet Brown
- Peter Barkworth – pilotul
- Dinsdale Landen – dl. Curtis
- Sarah Bullen – Beth
- Jeffrey Byron – Scott Saunders
- Richard Warwick – Tim
- Daniel Abineri – Wilson
- Jason White – Roger
- Martin Neil – Mike
- Douglas Reith – Howard
- Dennis Blanch – polițistul
- Norman Wooland – medicul echipei
- Susan Jameson – reporterul TV
- Brenda Cowling – Alice
- David Tate – comentatorul sportiv

## Lansare
Odată cu filmul a fost lansat romanul International Velvet de Bryan Forbes.